# DEBKAfile
DEBKAfile (hebrejsky תיק דבקה) je izraelská webová stránka v angličtině, která se zabývá vojenským zpravodajstvím, terorismem a politikou na Blízkém východě. Název pochází od arabského lidového tance. Stránka byla založena v létě roku 2000 a působí z Jeruzaléma. Forbes ji ocenil zařazením do kategorie „nejlepší z webu“ (Best of the Web).